# 순천 송광사 하사당
순천 송광사 하사당(順天 松廣寺 下舍堂)은 전라남도 순천시 송광사에 있는, 조선시대의 불교 건축물이다. 1963년 1월 21일 대한민국의 보물 제263호로 지정되었다.

## 개요
송광사는 통일신라 경문왕 7년(867)에 도의선사가 처음 세웠지만 대부분의 건물이 허물어져 고려 중기 보조국사가 제자들에게 당부하여 다시 지었다. 지금의 절은 조선 광해군 14년(1622)에 다시 고쳐 세운 것이다.
그 중 스님들이 생활하던 하사당은 대웅전 뒤 한층 높은 곳에 있다. 앞면 3칸·옆면 2칸 규모로, 왼쪽 2칸이 툇마루를 갖춘 온돌방이고 오른쪽 1칸은 부엌이다. 지붕은 옆면에서 볼 때 사람 인(人)자 모양을 한 맞배지붕이며, 기둥 위에서 지붕 처마를 받치고 장식을 겸하는 간결한 구조가 기둥 위에만 있다. 부엌 지붕 위로 네모 구멍을 내고 조그만 환기구를 만들었는데 다른 건물에서는 볼 수 없는 시설이다.
이 건물은 조선 전기 스님들이 생활하는 승방(僧房) 건축으로 중요한 가치를 지니고 있다.

## 문화재수리보고서(발췌)
1. 건축양식(建築樣式)
『승평속지(昇平續誌)』에「松廣寺新羅末慧隣禪師始創 吉祥寺而居之僅一百間居僧不過三四十名也」로 되어 그 창건(創建)이 신라말(新羅末)로 믿어진다. 창건당시의 사명(寺名)을 길상사(吉祥寺)라 하였으나 선찬보조국사비명(宣撰普照國師碑銘)에「上自潛邸素重其道及卽位命改山名爲曹溪山修禪社」라 하여 도중에 수선사(修禪社)라 고쳐 불렀음을 알 수 있고 다시 『승평속지』에「熙宗四年戊辰歲 上聞而嘉之 御題曰曹溪山松廣寺」라 하여 왕명(王命)에 의하여 송광사(松廣寺)라 명명하였다한다. 그후 임진왜란(壬辰倭亂)과 헌종(憲宗) 8년(1842)에 병화(兵火) 및 화재(火災)를 입었고 6.25동란 때 또다시 재해(災害)를 입어 많은 건물들이 소실되었고 현재 남아있는 건물로는 우화각(羽化閣),천왕문(天王門), 침류루(枕流樓), 종루(鐘樓), 임경당(臨鏡堂), 법성료(法性庵), 영산전(靈山殿), 약사전(藥師殿) 등 사지(寺地) 입구에 있는 건물들과 동방(東方) 고대(高臺) 위에 있는 하사당(下舍堂), 삼일당(三曰堂), 응진전(應眞殿),진영당(眞影堂) 그리고 국사전(國師殿)과 남방(南方)에 있는 화엄전(華嚴殿)일곽(一郭)뿐이다.[참조]순천 송광사 국사전
국사전 북측(北側) 약 50미터 떨어져 있는 정면(正面) 3칸 측면(側面) 3칸 내부 1고주(高柱) 및 퇴칸(退間) 주심포(柱心包) 맞배집 5량(樑)으로 가구된 일종의 승방(요사채)이다. 
정면을 마주하고 우측(右側) 2칸은 툇마루와 방으로 되어있고 우측 1칸은 부엌을 내어 지붕 위 환기창(換氣窓)까지 가설(架設)했던 것을 1968년
보수시 본 환기창은 뚜렷한 이유 없이 철거되었다. 주초(柱礎)는 비교적 지면(地面)에서부터 높게 놓아 일부는 완전히 가공되었고 일부는 가공치 않은 듯 하나 주좌(柱座)만은 가공한 흔적을 볼 수 있다. 
기둥의 엔타시스(배흘림)도 국사전과 거의 근사하다. 
보의 단면은 국사전의 것이 직사각형 밑에 두 귀를 거의 원형(圓形)이 되도록 굴린데 비하여 하사당의 것은 고려 때부터 사용되어온 상후하협(上厚下狹)의 단면(斷面)을 가졌음이 특이하다. 포(包) 및 구조에 대하여도 이미 국사전과 비교하여 설명하였으므로 이상 생략하고자 한다.[참조]순천 송광사 국사전

## 사진

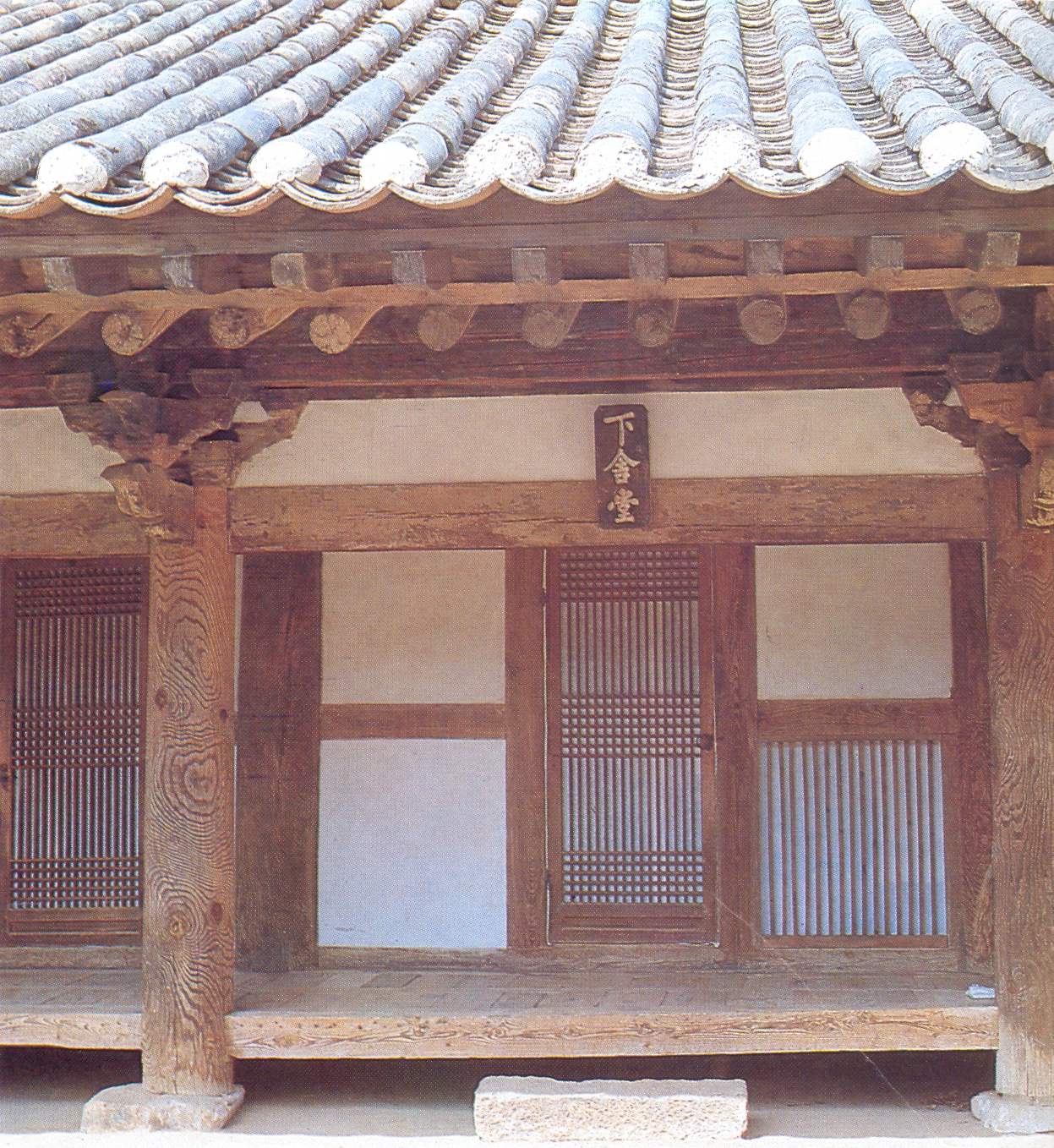
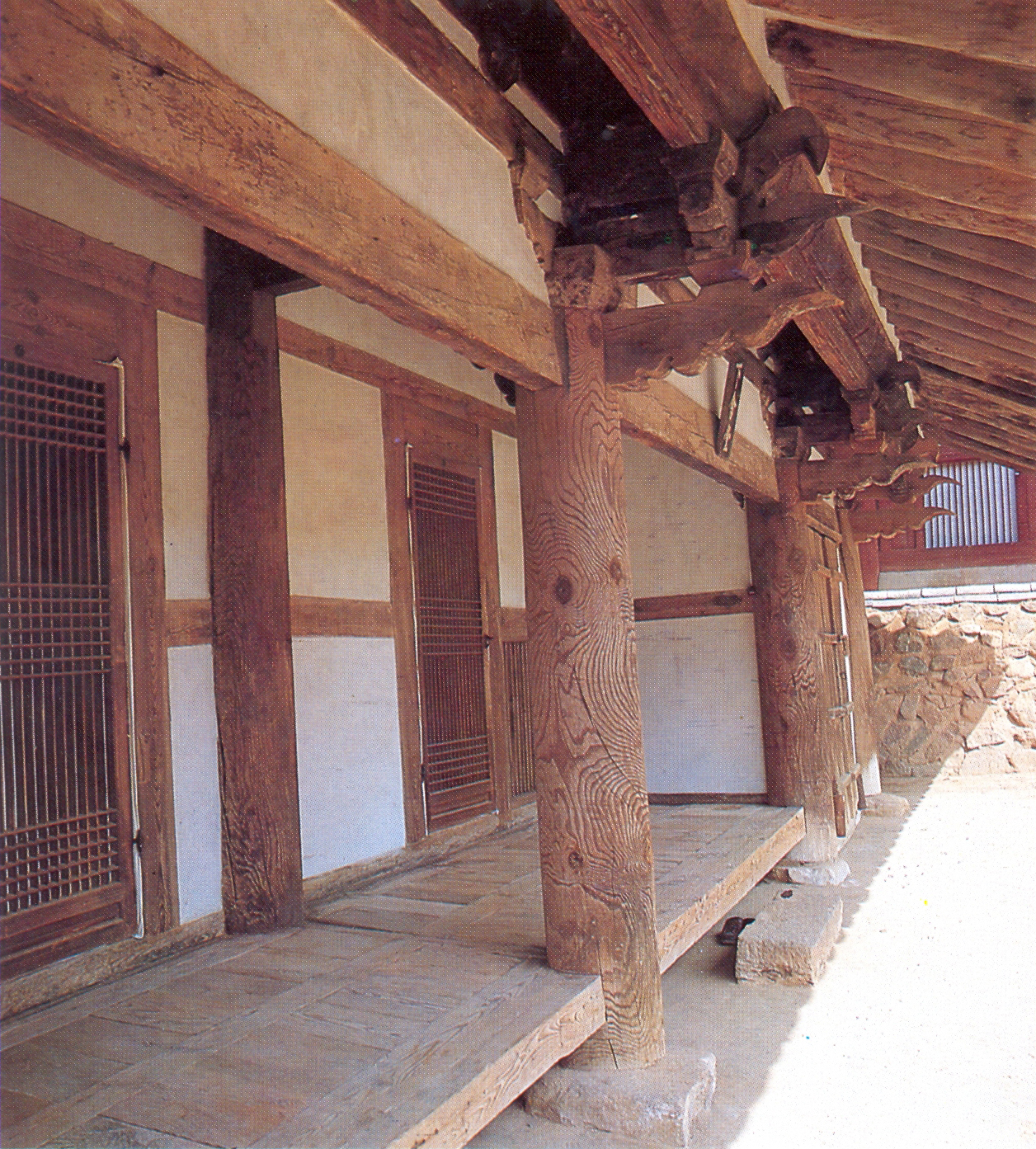

## 같이 보기
- 송광사